# 茶山・京都芸術大学駅
茶山・京都芸術大学駅（ちゃやま・きょうとげいじゅつだいがくえき）は、京都府京都市左京区田中北春菜町にある叡山電鉄叡山本線の駅。駅番号はE03。
旧駅名でもある「茶山」の名称は、駅の東側の山の呼称から採られたものであり、もとは、かつてその山麓にあった江戸時代の豪商茶屋四郎次郎の山荘に因んで一帯の丘陵の呼び名が茶山となったことに由来する。
多客時は鞍馬線の電車に案内係が乗り込むが、出町柳駅まで乗務せずに、この駅で案内係だけ鞍馬駅行きに乗り換える姿が見られる。

## 歴史
- 1925年（大正14年）9月27日：京都電燈が経営する叡山電鉄平坦線の茶山駅として開業[4]。
- 1942年（昭和17年）3月2日：京都電燈の鉄軌道事業を京福電気鉄道が承継、京福電気鉄道叡山本線の駅となる[4]。
- 1986年（昭和61年）4月1日：京福電気鉄道が叡山本線を叡山電鉄に譲渡、叡山電鉄叡山本線の駅となる[4]。
- 2023年（令和5年）4月1日：駅名を茶山・京都芸術大学駅に改称[5]。

## 駅構造
対面式ホーム2面2線を持つ無人駅。出入り口はホームの出町柳駅側の踏切に面している。
京都芸術大学の朝通学時間帯のみ下りホームに駅係員が派遣され集札業務を行う。
出町柳駅方面行きホームのみ自動券売機が設置されており、8時から20時30分までの間稼動する。
宝ケ池駅方面行きホームはホームのほぼ全体を、出町柳駅方面行きホームには約1両分の長さの上屋が設置され、ワンマンカーの乗降口をカバーしている。また、同ホーム北側には駐輪場があるが、自転車が度々不法投棄されている事に電鉄側も頭を抱えている状態が続き、その対策として有料化された。
かつてホームまで階段のみだったが、スロープ設置やホーム嵩上げによる列車との段差解消等のバリアフリー化および美装化工事を実施し、2023年11月2日に完成した。

### のりば
| 番線 | 路線                  | 方向 | 行先                              |
| ---- | --------------------- | ---- | --------------------------------- |
| 西側 | ■叡山本線 ■鞍馬線直通 | 下り | 八瀬比叡山口方面 貴船口・鞍馬方面 |
| 東側 | ■叡山本線             | 上り | 出町柳方面                        |

※案内上ののりば番号は割り当てられていない。

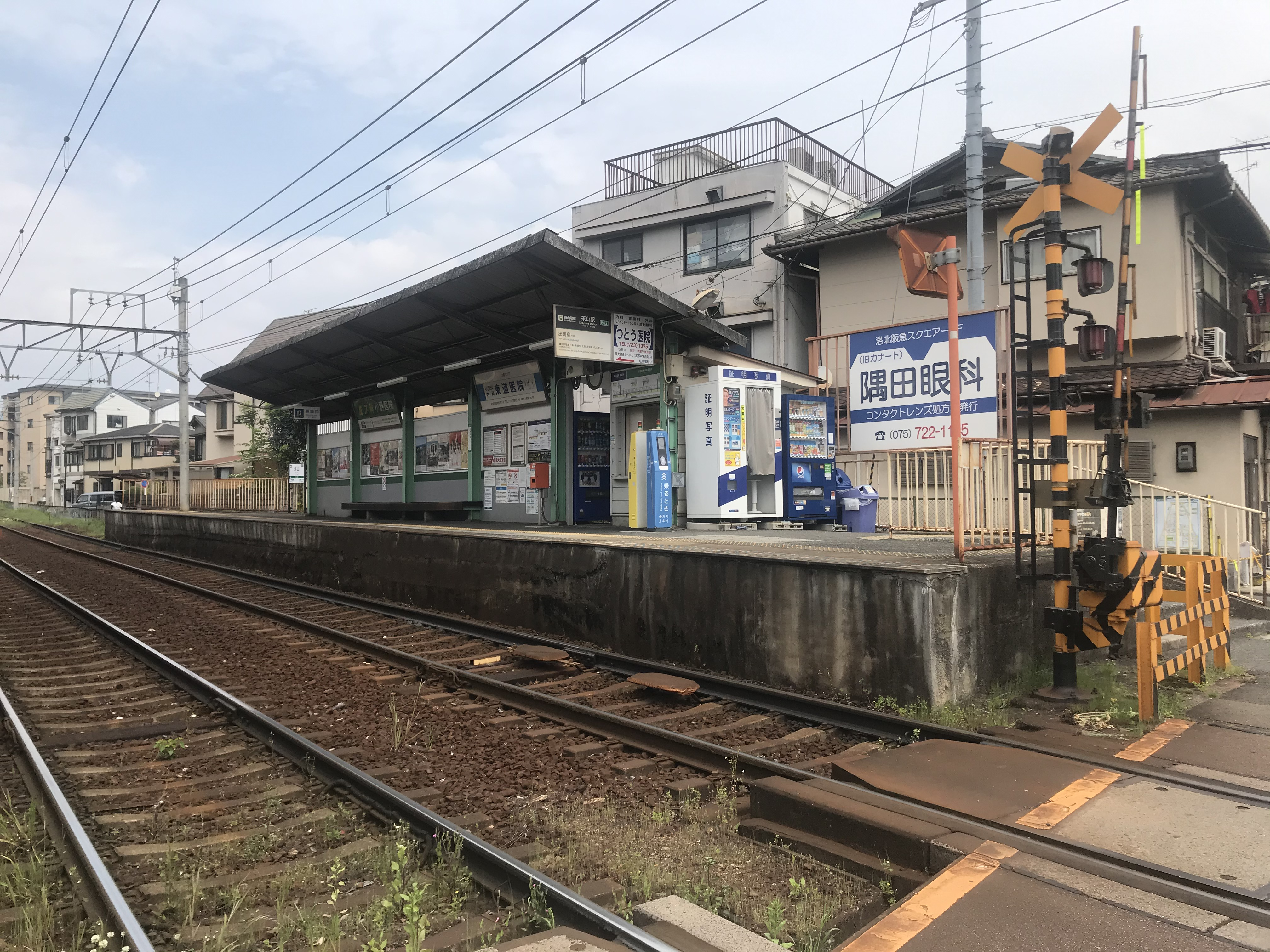
出町柳方面ホーム
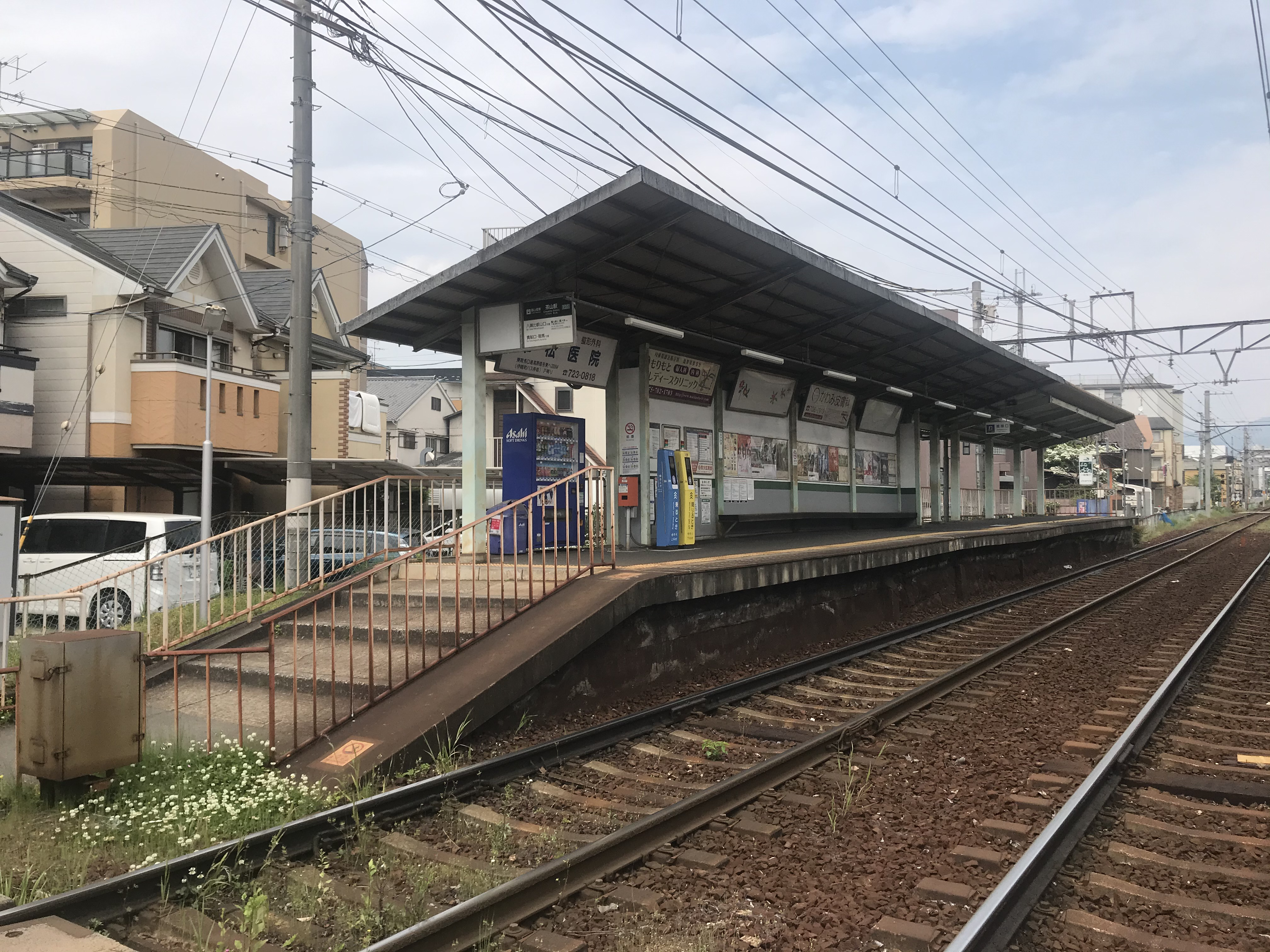
八瀬比叡山口・鞍馬方面ホーム
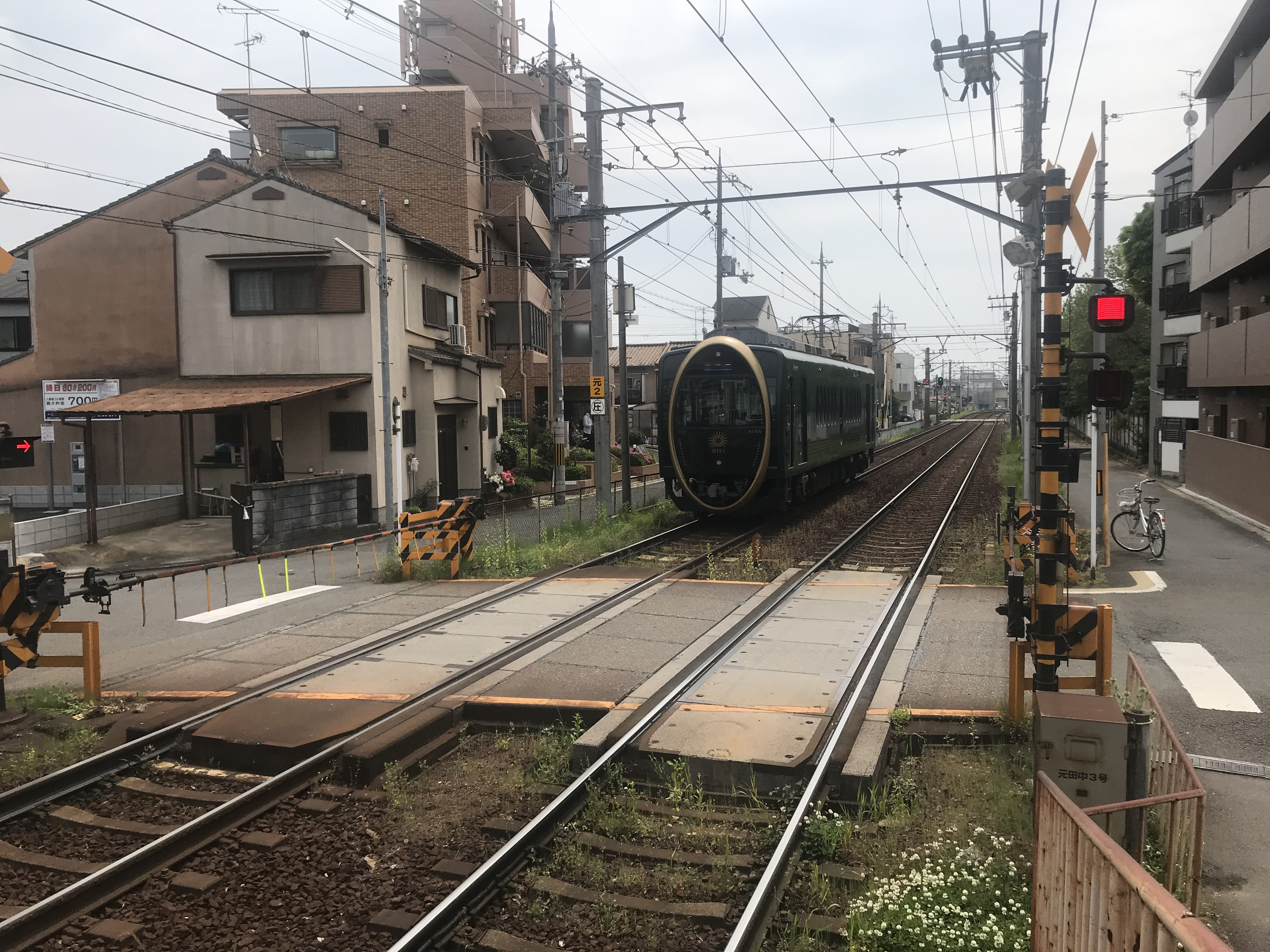
元田中に向けて発車する「ひえい」
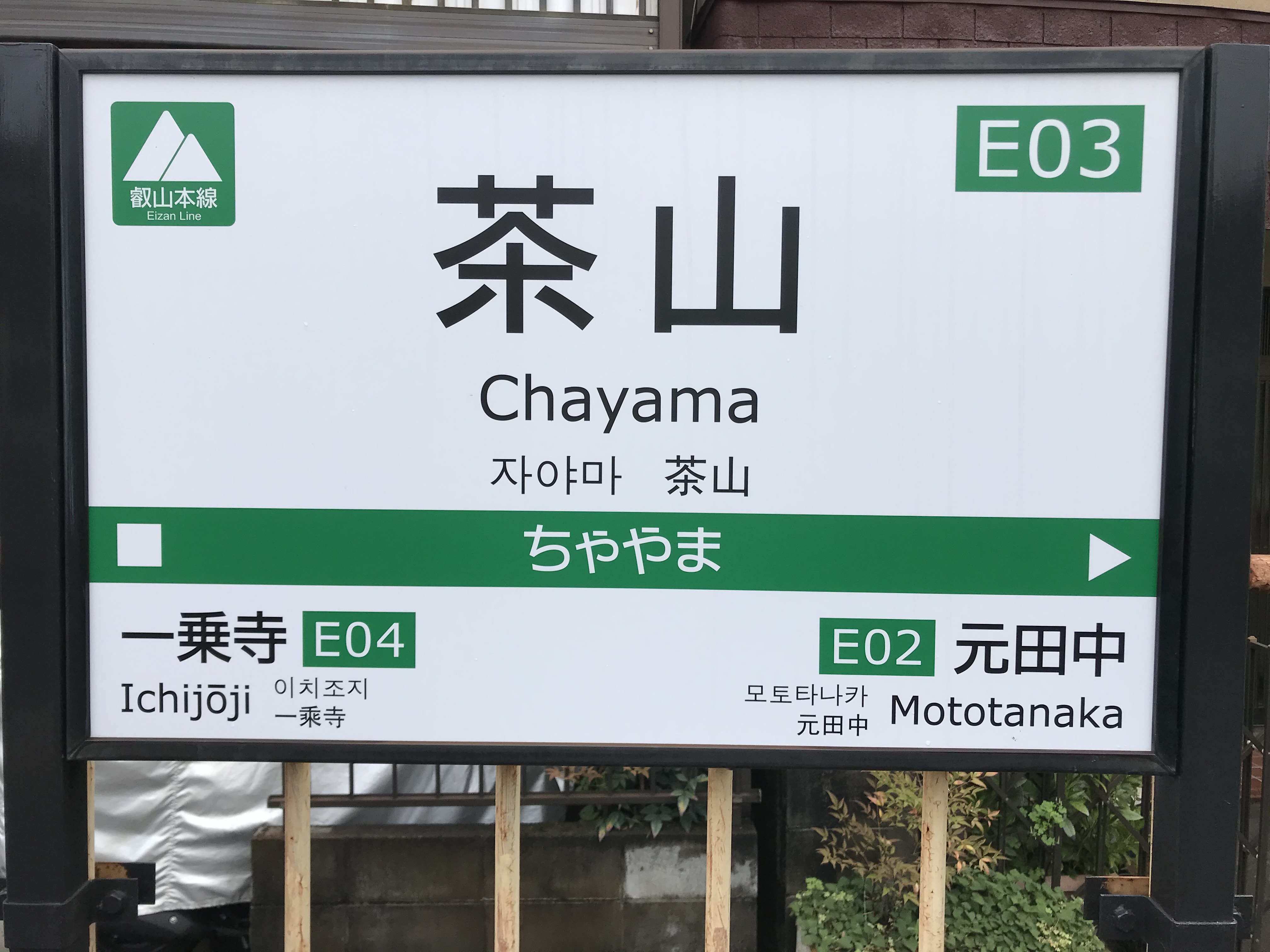
駅名標（2020年5月、駅名改称前）
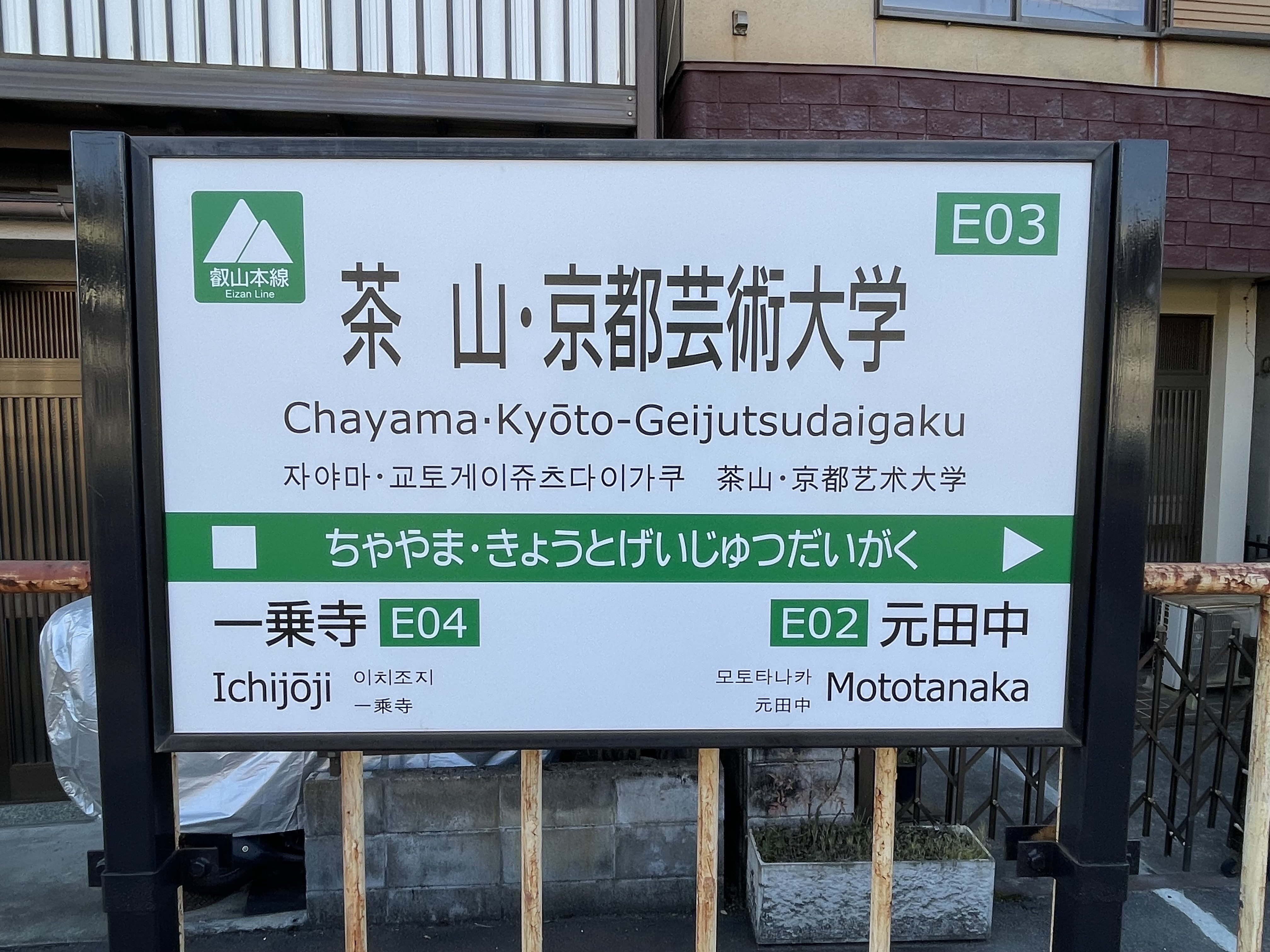
駅名標（2023年4月、駅名改称後）

## 駅周辺
閑静な住宅街が広がる。飲食店も点在し、近隣には教育機関もある。

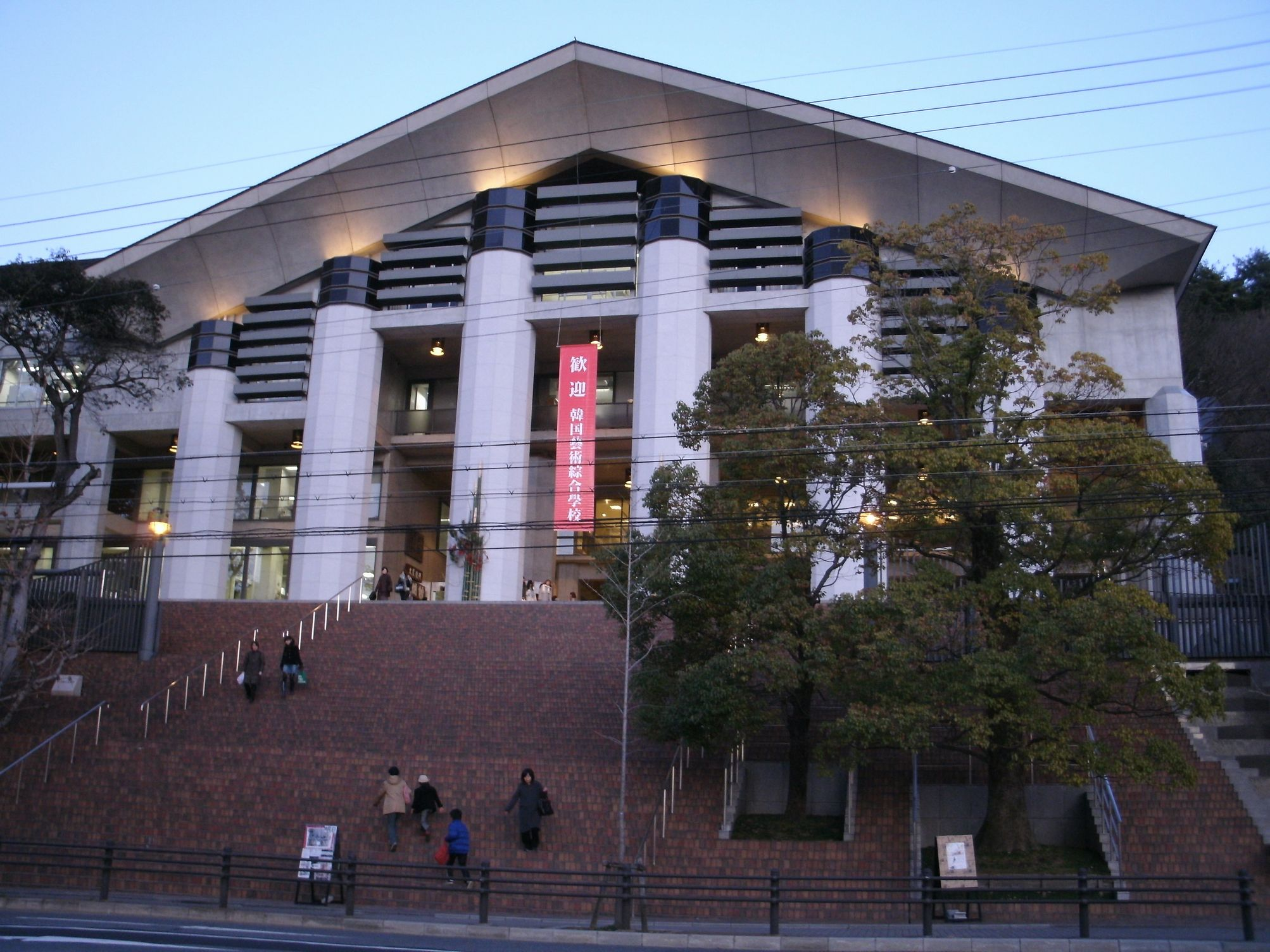
京都芸術大学 - ※案内放送あり。
- 京都市立高野中学校
- 京都市立養徳小学校
- 左京郵便局
- 左京図書館
- イズミヤ高野店
- 洛北阪急スクエア
- 脳神経リハビリ北大路病院
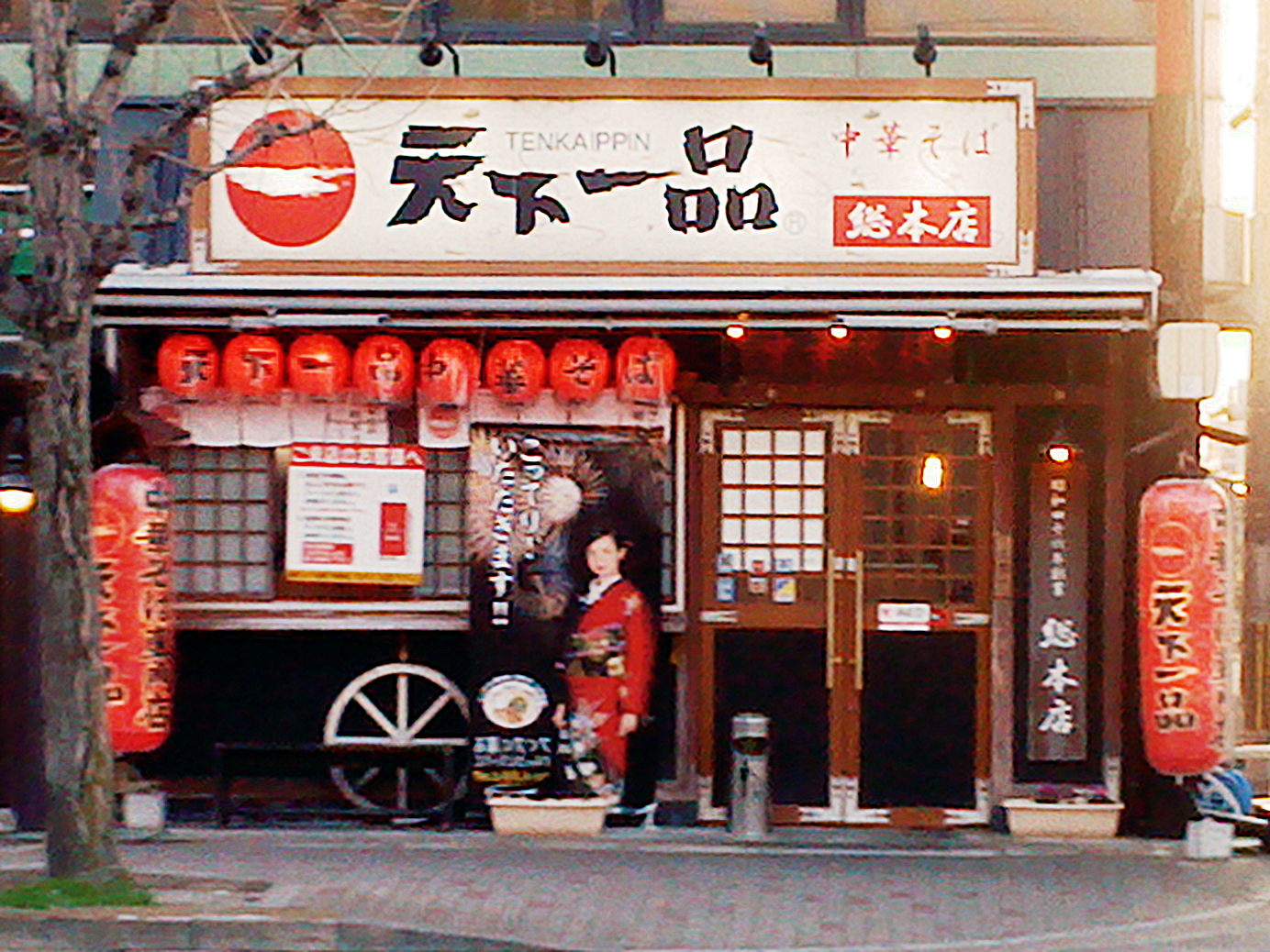
天下一品総本店
- 駒井家住宅（駒井卓・静江記念館）

- 京都芸術大学 人間館
- 天下一品総本店

## バス路線
駅には乗り入れないが、京都市営バスの停留所が近隣に数ヵ所ある。なお、「高野」停留所は京都バスの臨東山系統と大原行きの無番系統（春分の日のみ運行）も経由する。
- 「高野」停留所 - 北8・31・65・204・206系統。
- 「高原町」停留所 - 3・204系統。
- 「田中大久保町」停留所 - 31・65・204・206系統。

## 隣の駅
叡山電鉄
■叡山本線
元田中駅 (E02) - 茶山・京都芸術大学駅 (E03) - 一乗寺駅 (E04)
- 括弧内は駅番号を示す。